# Adrian Mole
Adrian Albert Mole (* 2. April 1967) ist der fiktive Protagonist einer Buchreihe der britischen Autorin Sue Townsend. Die Bücher sind in Form eines Tagebuchs abgefasst. Die Reihe umfasst insgesamt acht Titel, darüber hinaus existieren zwei Kompilationen, die mehrere Bände zusammenfassen. Die ersten beiden Bücher erfreuten sich nicht nur im Heimatland der Autorin hoher Beliebtheit, sie dienen als Reflexion der  Thatcher-Periode im Großbritannien der 1980er Jahre.
Die Bände, besonders die ersten beiden, gelten mittlerweile als Klassiker der britischen Jugendliteratur.

## Inhalt

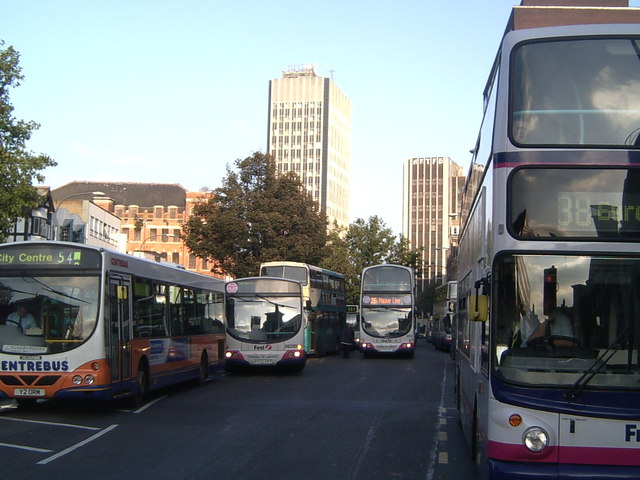
Adrian Mole lebt mit seinen Eltern in Leicester

In den Büchern geht es um den (zu Beginn der Serie) pubertierenden Jungen Adrian Mole, der Tagebuch über sein Leben führt. Er lebt mit seinen Eltern in Leicester und ist bis zu der Geburt seiner Schwester Rosie in seinem 15. Lebensjahr Einzelkind. Obwohl seine Familie dem klassischen britischen  Arbeitermilieu entstammt, sieht sich Adrian als Intellektueller. Während sich die ersten zwei Bände vor allem auf Adrians Freunde und Familie konzentrieren, geht es in den späteren Büchern außerdem verstärkt um Adrians politische Ansichten, beispielsweise ist er im 5. Band, Adrian Mole: Die Cappuccino-Jahre, Anhänger von Tony Blair. Der Titel des 6. Bands Adrian Mole und die Achse des Bösen nimmt wie auch der Inhalt direkt Bezug auf den Irak-Krieg im Jahr 2003.
Adrians Jugend in den ersten beiden Bänden ist geprägt von der Beziehung seiner Eltern, die sich trennen, Affären haben und später wieder zueinander finden. Adrian versucht sich seit Beginn seiner Aufzeichnungen als Schriftsteller, seine Angebote von Gedichten und Radiohörspielen an den Sender Radio Four werden aber immer wieder abgelehnt. Um seinen literarischen Horizont zu erweitern, liest Adrian Werke klassischer Autoren, zum Beispiel Tolstoi oder Charlotte Brontë. Adrians Leidenschaft für Bücher nimmt die Autorin vor allem in den ersten Bänden immer wieder als Gelegenheit für subtile Anspielungen. So darf sich der Leser dem jungen Mole überlegen fühlen, wenn er ihn bei seinen zahlreichen Irrtümern ertappt, etwa wenn George Eliot oder George Sand für Männer gehalten werden. Ein anderes Beispiel ist Adrians Wunsch im ersten Band, nach der Lektüre von George Orwells Farm der Tiere, Tierarzt zu werden – die politische Aussage ist dem Protagonisten anscheinend gänzlich entgangen.
Alle Bücher der Serie sind geprägt von Adrians Gefühlen für Pandora Braithwaite, die im Verlauf des ersten Bandes neu in seiner Klasse ist und in den späteren Büchern eine politische Karriere beginnt und Abgeordnete im House of Commons und Junior minister im Umweltministerium unter Tony Blair wird.

## Entstehung
Die Figur des Adrian Mole erfand Sue Townsend ursprünglich für ein 30-minütiges Hörspiel für BBC Radio 4. Anfangs hieß die Figur noch Nigel Mole, der Name wurde aber vor dem Erscheinen des ersten Buches aufgrund von Verwechslungsgefahr mit Nigel Molesworth, einem Charakter aus der britischen Kinderliteratur, geändert.

### Parallelen
Die Biografien von Adrian Mole und seiner Autorin weisen einige Parallelen auf, etwa den Geburtsort. Außerdem hat sich Townsend auf die Schulerfahrungen ihrer eigenen Kinder beziehen können, die Adrians Generation angehören. Wie ihr Protagonist arbeitete auch Sue Townsend für das englische Radio, ihre Erfolge als Schriftstellerin sind aber weitaus bedeutender als die Adrians. Besonders im sechsten Band sind die Ähnlichkeiten zwischen Nigel, Adrians homosexuellem Freund, und der Autorin unverkennbar: Nigel erkrankt und wird blind. Aufgrund ihrer eigenen Erblindung, ausgelöst durch Diabetes, gab die Autorin nach dem Erscheinen des 6. Bandes, Adrian Mole und die Achse des Bösen (Adrian Mole and the Weapons of Mass Destruction) im Jahr 2004 bekannt, dass dies das letzte Adrian-Mole-Buch sei.
Inzwischen sind allerdings zwei weitere Adrian-Mole-Bände erschienen:  The Lost Diaries of Adrian Mole, 1999-2001 im Jahr 2008, und The Prostrate Years (2009).

## Verwertung in anderen Medien
Nach dem Erfolg der Bücher wurde 1985 eine sechsteilige Miniserie für den Fernsehsender ITV produziert, mit Gian Sammarco als Adrian und Julie Walters als seine Mutter. Die Serie lief vom 16. September bis zum 21. Oktober. Zwei weitere Serien folgten 1987 (zweiter Band) und 2001 (Adrian Mole: The Cappuccino Years) in anderer Besetzung.
1985 brachte Mosaic Publishing ein Textadventure für die damals verbreitetsten Heimcomputer heraus, dessen Titel mit dem des ersten Buches identisch ist. Obwohl das Spiel Grafiken verwendet, ist es nicht mit anderen bekannten Grafikadventures jener Zeit zu vergleichen, da es keine Texteingaben erlaubt, sondern lediglich drei Auswahlmöglichkeiten vorgibt, die den weiteren Verlauf festlegen. 1987 folgte ein weiterer Teil, der nach dem zweiten Buch benannt wurde und das gleiche Konzept verwendet.

## Liste der Bücher
- The Secret Diary of Adrian Mole, Aged 13¾ (1982)
- The Growing Pains of Adrian Mole (1985), zusammen mit dem ersten Band auf Deutsch erschienen unter dem Titel Das Intimleben des Adrian Mole, 13 3/4 Jahre
- The True Confessions of Adrian Albert Mole (1989)
- Adrian Mole: The Wilderness Years (1993), auf Deutsch 1995 erschienen unter dem Titel Adrian Moles wilde Träume. Geheime Tagebücher, vierter Teil.
- Adrian Mole: The Cappuccino Years (1999), auf Deutsch 2007 erschienen unter dem Titel Die Cappuccino-Jahre. Ein Adrian-Mole-Roman
- Adrian Mole and the Weapons of Mass Destruction (2004), auf Deutsch 2006 erschienen unter dem Titel Adrian Mole und die Achse des Bösen
- The Lost Diaries of Adrian Mole, 1999-2001 (2008), auf Deutsch 2009 erschienen unter dem Titel Die verschollenen Tagebücher des Adrian Mole
- Adrian Mole: The Prostrate Years (2009), auf Deutsch 2011 erschienen unter dem Titel Die Tagebücher des Adrian Mole: Die schweren Jahre nach 39